# Alex Silvestro
Alexander Allen Silvestro (Gibbstown, 15 novembre 1988) è un giocatore di football americano statunitense che gioca nel ruolo di tight end per i Baltimore Ravens della National Football League (NFL). Al college ha giocato a football alla Rutgers University.

## Carriera professionistica
Dopo non essere stato scelto nel Draft NFL 2011 Silvestro firmò con i New England Patriots con cui disputò una partita nella sua stagione da rookie senza far registrare alcuna statistica. Nel novembre 2012 firmò per far parte della squadra di allenamento dei Baltimore Ravens con cui vinse il Super Bowl XLVII.

## Vittorie e premi
- Super Bowl : 1

Baltimore Ravens: Super Bowl XLVII
- American Football Conference Championship: 2

New England Patriots 2011
Baltimore Ravens: 2012

## Statistiche
| Partite totali         | 1 |
| Partite da titolare    | 0 |
| Yard ricevute          | 0 |
| Touchdown su ricezione | 0 |

Statistiche aggiornate all'8 febbraio 2013